# Cataulacus simoni
Cataulacus simoni är en myrart som beskrevs av Carlo Emery 1893. Cataulacus simoni ingår i släktet Cataulacus och familjen myror. Inga underarter finns listade.